# Claes Fredrik Posse
Claes Fredrik Posse, född 20 oktober 1785 i Slädene socken, död 6 september 1839 på Fågelvik i Tryserums socken, var en svensk greve, militär och hovman.
Claes Fredrik Posse var son till generalmajor Fredrik Posse och Carolina Stedt. Han blev kadett vid Krigsakademien på Karberg 1795, utexaminerades därifrån 1800 och blev samma år fänrik vid Svea livgarde. Posse blev sekundadjutant vid Svea livgarde 1805, löjtnant och adjutant där samma år, kapten 1809 och kavaljer hos hertigen av Södermanland 1812. Han deltog i 1813 och 1814 års tyska krig och skickades 28 mars 1814 som kurir till Stockholm. Posse blev överstelöjtnant i armén 1813, kammarherre hos hertigen av Södermanland 1815 samt tjänstgörande hovmarskalk hos hertigen och överste i armén 1820. Han blev major vid Svea livgarde 1821, generaladjutant i generalstaben för armén 1823 och var 1824–1837 chef för Södermanlands regemente. Posse erhöll avsked från tjänstgöringen vid kronprinsens hov 1827 och blev generalmajor i armén 1837. Han invaldes som ledamot av Krigsvetenskapsakademien 1822. Posse tilldelades 1809 guldmedalj för tapperhet i fält. Han blev 1814 riddare och 1832 kommendör av Svärdsorden.